# Mandane (Cilícia)
Mandane (em grego: Μανδάνη) era uma cidade na costa da antiga Cilícia, entre Celenderis e o Cabo Pisídio (moderno Kızıl Burun), do qual estava a apenas 7 estádios de distância. William Smith conjeturou ser o mesmo lugar que Mianda ou Misanda mencionado por Plínio, o Velho; e se for assim, também deve ser idêntica à cidade de Mius (Μυούς) mencionada no Périplo de Pseudo-Cílax entre Nagidos e Celenderis.
Mandane está localizada perto de Akyaka na Turquia asiática.